# Dirne
Das Wort Dirne bezeichnet im deutschen Sprachgebrauch des 19. und 20. Jahrhunderts eine Prostituierte, verkürzt aus dem älteren Wort „Lustdirne“. Im Althochdeutschen war es noch eine allgemeine Bezeichnung für Mädchen und ist es noch heute regional, insbesondere in der Form Dirn oder Deern (siehe auch Dirndl).
Das Wort ‚Dirne‘ gehört zu einer Vielzahl von Frauenbezeichnungen (auch Magd, Weib, Mamsell, Frauenzimmer etc.), die sprachgeschichtlich eine Bedeutungsverschlechterung durchlaufen haben.

## Etymologie
Das althochdeutsche Wort diorna wird etymologisch zurückgeführt auf ein erschlossenes westgermanisches *þéornōn, älteres urgermanisches *þewernōn ‚Unfreie, Dienerin‘ und erscheint in den althochdeutschen Glossen als Übertragung für virgo (Jungfrau), puella (Mädchen), adolescentula (heranwachsende) und puerpera (Gebärerin, Mutter), aber auch schon für dulia (Dienerin oder Leibeigene), famula (Dienerin) und ancilla (Magd).

## Sprachgeschichtliche Bedeutungsverschlechterung

### Bedeutungsverschlechterung des Wortes ‚Dirne‘
Bereits im Mittelalter existierten unterschiedliche Wortbedeutungen nebeneinander: einerseits die ursprüngliche und allgemeine von ‚Jungfrau‘, ‚(junges) heiratsfähiges Mädchen‘, ‚unverheiratete Frau‘, ohne Ansehung des Standes, zum anderen die engeren Bedeutungen ‚Magd‘, ‚Dienerin‘, ‚Leibeigene‘ speziell für eine weibliche Person niederen Standes, die dann seit dem 13. Jahrhundert zuweilen auch besonders unter dem Gesichtspunkt ihrer sexuellen Verfügbarkeit thematisiert wird, aber erst seit dem 15. Jahrhundert auch in Verbindung mit dem Thema der erwerbsmäßigen Prostitution erscheint. Die neutrale oder nur ständisch abwertende Verwendungsweise hielt sich neben der Bedeutungsverengung auf ‚Prostituierte‘ bis etwa ins 18. Jahrhundert, heute ist die neutrale Bedeutung ‚Mädchen‘ nur noch mundartlich etabliert.
Im Mittel- und Frühneuhochdeutschen behält di(e)rne sowohl die allgemeinere als auch die ständisch auf „Dienerin, Magd, Leibeigene“ verengte Bedeutung bei, wobei innerhalb der letzteren im 14. Jahrhundert die Dirne gelegentlich auch als unbezahlte Dienstkraft und demnach wohl Leibeigene (die umme sust dinet oder ûffe genâde / „die umsonst dient oder um der Gnade willen“) von der „um Lohn und Verpflegung“ dienenden Magd (di umme lôn dinet und umme kost) unterschieden wird.
Die in der Wertung und ständischen Zuordnung neutrale Verwendungsweise zeigt sich etwa in Zusammenstellungen mit „stolz“ (stolze diern), in der Bezeichnung einer Königstochter als dirne und in einigen Bezeichnungen der Jungfrau und Gottesmutter Maria oder anderer Heiliger als Dirne, wobei in solchen Fällen in der religiösen Literatur aber zu beachten ist, dass häufig speziell die Demutsformel von der ancilla Dei („Magd Gottes“) und damit die ständisch herabsetzende Bedeutung im Hintergrund steht.
Seit dem 13. Jahrhundert findet sich das Wort auch bereits als Bezeichnung für die junge Frau niederen Standes, die speziell unter dem Gesichtspunkt ihrer sexuellen Verfügbarkeit thematisiert wird, indem sie etwa mit dem Knecht das heimliche Beilager teilt (Steinmar), als Wirtstochter von einem durchreisenden König geschwängert wird (Altes Passional) oder als Magd dem Hausherrn in allen Dingen gern zu willen ist (Fastnachtspiel). Mit dem spätmittelalterlichen Aufkommen von städtischen Bordellen erscheint das Wort dann auch in der Beziehung auf die gewerbsmäßige Prostituierte („eine dirne uß dem frauwenhuse“). Die nochmalige Bedeutungsverengung bekundet sich dann eindeutig seit dem 16. Jahrhundert in Wörterbucheinträgen, die das Wort zu Metze und lat. meretrix (Hure) stellen oder das Adjektiv dirnisch mit hürisch gleichstellen.
Bis zum Ende des 18. Jahrhunderts blieb das Wort zusätzlich auch in den beiden mittelalterlichen Bedeutungen in Gebrauch, schon Johann Christoph Adelung charakterisiert jedoch die Verwendung „in edlem Verstande“ (für unverheiratete Frauen auch hohen Standes oder für „Nonnen“ und die Jungfrau Maria) bereits als „im Hochdeutschen beynahe veraltet“ und schreibt die ständisch eingeschränkte (ledige Frau geringen Standes, Magd) nur noch dem Deutschen „in Niedersachsen“ zu. Das Wort taucht in der Bedeutung „Mädchen“ beispielsweise noch im Märchen Rotkäppchen auf: in den Grimm-Ausgaben von 1812 (Erstausgabe) und 1819 als „Dirn“, ab 1837 als „Dirne“. Eine Dirn wird in dem seit etwa der Mitte des 19. Jahrhunderts nachgewiesenen Kinderreim Spannenlanger Hansel, nudeldicke Dirn erwähnt.
Heute wird das Wort nur noch mundartlich in der neutralen Bedeutung „Mädchen“ verwendet, so im Südosten Deutschlands und in Österreich in bairischen Dirn rsp. Dian (Verkleinerungsform: Dirndl, Diandl, Deandl) sowie als Verb in Kombination mit Kind kindsdirnen (Babysitten) und im Norden Deutschlands in niederdeutschen Deern.
Theodor Fontane, der im niederdeutschen Gebiet von Neuruppin geboren wurde und aufwuchs, lässt in seiner berühmten Ballade Herr von Ribbeck auf Ribbeck im Havelland (1889) den Herrn von Ribbeck teils Niederdeutsch, teils Hochdeutsch sprechen und verwendet dabei dann in den eigentlich niederdeutsch gemeinten Versen die Anrede lütt Dirn, in der lütt tatsächlich niederdeutsch, Dirn hingegen ebenso wie das Reimwort Birn (Lütt Dirn, / kumm man röwer, ick gew' di 'ne Birn) hochdeutsch ist: die Einbettung dieser hochdeutschen Formen ist vermutlich dem Reim geschuldet, da niederdeutsch Deern – Beern keinen Reim ergeben hätte.
Im Standarddeutschen wie auch in den meisten Dialekten wird das Wort heute nur noch in der Bedeutung „Prostituierte“ gebraucht, wobei es auch in dieser Bedeutung mittlerweile (ebenso wie Lustdirne) als veraltet empfunden wird und durch Hure, Nutte, leichtes Mädchen oder einfach nur Prostituierte verdrängt worden ist.

### Wort ‚Dirne‘ als Beispiel für Bedeutungsverschlechtung bei Frauenbezeichnungen
In sprachgeschichtlichen Einführungen in den Bedeutungswandel dient der historische Prozess der Bedeutungsverschlechterung von Frauenbezeichnungen als hauptsächlich verwendetes Lehrbeispiel für Pejorisierung (Dirne, Magd, Weib, Mamsell, Frauenzimmer etc.). Er ist in vielen Sprachen beobachtbar.